# Festival internazionale del cortometraggio di Siena
Il Festival internazionale del cortometraggio di Siena (Siena International Short Film Festival) è stata una rassegna competitiva di cortometraggi organizzata dall'Associazione culturale cortoitaliacinema.

## Storia
Il Festival si è svolto a Siena, nel mese di novembre, per 12 edizioni, dal 1997 al 2008. La manifestazione nasce per incentivare gli incontri tra i registi indipendenti di tutto il mondo con il pubblico, promuovere retrospettive dedicate ai grandi nomi dell'animazione, delle scuole di cinema, del documentario (in chiave corta). Numerose le retrospettive dedicate a paesi africani, europei, americani, con presentazioni di libri di cinema, mostre di grafica dedicate al cinema (manifesti e fotografie), omaggi ad autori e incontri con attori.
Il festival, diretto da  Piero Clemente e da  Barbara Bialkowska, archivia i film pervenuti in selezione e scheda tutti i titoli, mentre durante la manifestazione è possibile visionare qualche migliaio di titoli a richiesta degli operatori del settore. Vengono pubblicati annualmente cataloghi dedicati ai film in selezione, fuori concorso e al mercato.

Nel 2009, a seguito dell'interruzione dei finanziamenti pubblici erogati alla manifestazione fin dal 1997 dal Comune di Siena, il Festival cessa la programmazione. L'ultima edizione si svolge a Roma, presso il Cinema dei Piccoli e nel teatro comunale di San'Oreste, probabilmente non competitiva. 

## Premi

### 1997
- Gran premio per il miglior film a Hassan Hussen, di Aktan Arym Kubat (1997)

### 1998
- Premio del pubblico a  I Paladini della Santa Provvidenza di Gianluca Sodaro (1997)

### 2000
- Menzione Speciale a Team Red, di Ann Alter (2000)

### 2002
- Gran Premio per il miglior film a Dog, di Suzie Templeton (2001)
- Menzione Speciale per la fiction a Episodes from the Life of Dr Jekyll and Mr Hyde, di Paul Bush (2001)

### 2003
- Menzione speciale a Piccola Mare, di Simone Massi (2003)
- Premio Jameson al Miglior Film a Rosso fango, di Paolo Ameli (2002)
- Gran Premio della giuria internazionale a The House, di Vivienne Jones (2003)
- Premio Speciale per il documentario a Bunarman, di Branko Istvancic (2003)
- Premio Speciale per la fiction a 18 kép egy konzervgyàri làny életéböl, di Ágnes Kocsis (2003)
- Premio Speciale per il miglior film digitale a X-film: autopsie d'une enquête di Gilles de Voghel (2002)
- Premio Speciale per l'animazione a Biotope, di Merwan Chabane (2002)
- Premio del pubblico a Le principe du canapè, di Mike Guermyet e Samuel Hercule (2003)
- Menzione Speciale per la fiction a Maria Jesus, di Gianluca e Massimiliano De Serio (2003)
- Menzione Speciale per il documentario a Rave Against the Machine, di Richard Rudy e James Harvey (2002)

### 2006
- Gran premio per il miglior film a Bawke di Hisham Zaman (2005)
- Gran premio Kodak per il miglior film a La memoria dei cani di Simone Massi (2006)

### 2007
- Gran premio per il miglior film a Zohar di Yasmine Novak (2007)
- Gran premio Kodak per il miglior film a Guinea Pig di Antonello De Leo (2006)
- Concorso "In corto... Veritas" a Comme ça, c'est fait! di Axel Du Bus e Michel Havenith (2007)

### 2008
- Gran premio per il miglior film a Smáfuglar di Rúnar Rúnarsson (2008)
- Gran premio Kodak per il miglior film a Circolare notturna di Paolo Carboni (2007)
- Premio Speciale della Giuria a Tramondo, di Giacomo Agnetti e Davide Bazzali (2007)
- Premio In corto... Veritas a Baptistin, l'imbattable di Nicolas Bianco-Levrin e Julie Rembauville (2006)